# Saqués

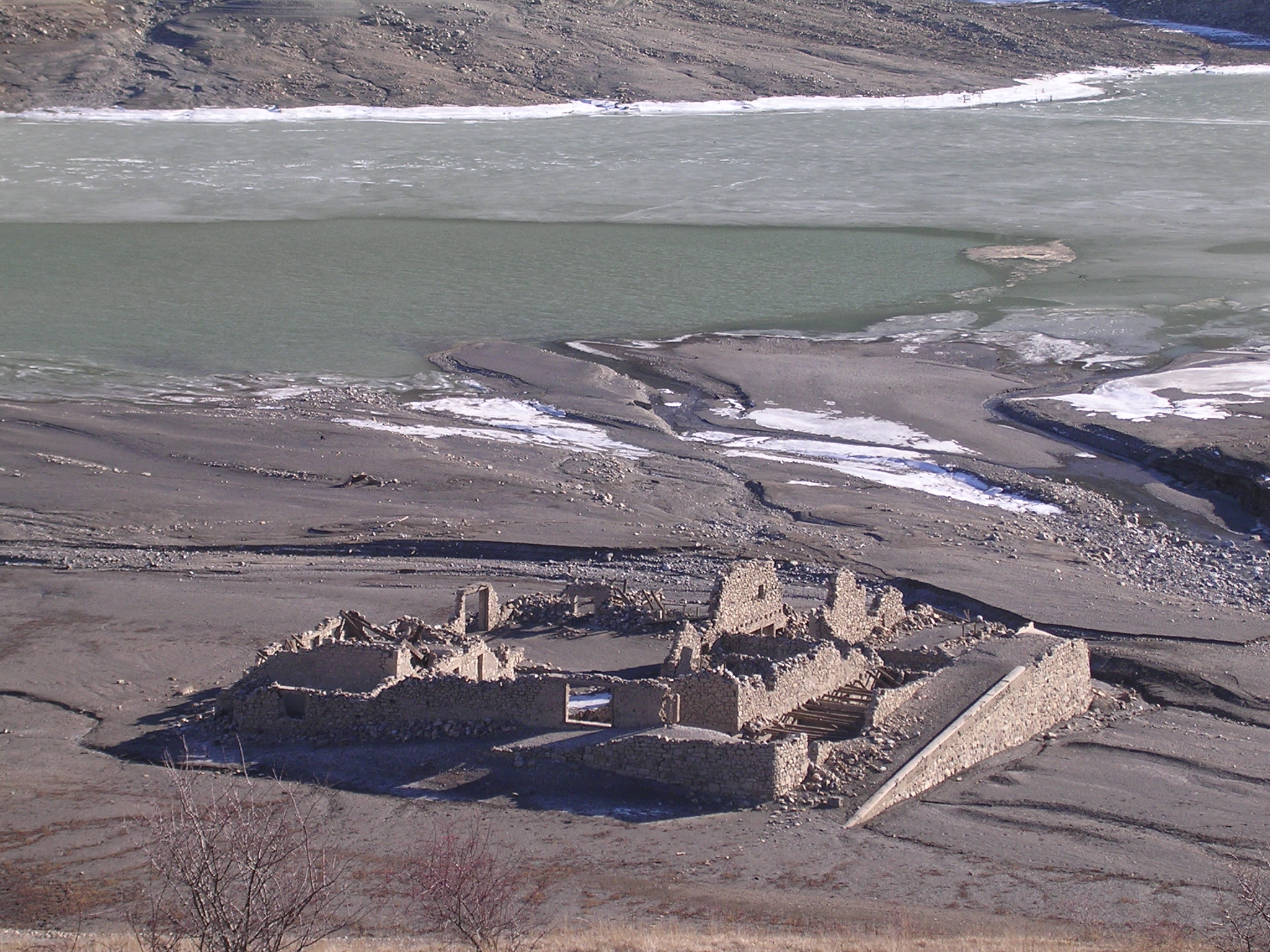
L'Artosa vista cuando las aguas del pantano bajan.

Saqués es una localidad española actualmente dependiente del municipio de Biescas, en la provincia de Huesca. Pertenece a la comarca del Alto Gállego, en la comunidad autónoma de Aragón.

## Historia
Emplazado junto al Barranco de Gorgol, en el Valle de Tena, Saqués surgió y creció como un pequeño caserío apostado en la ruta de transhumancia que bajaba desde Francia. Con Tramacastilla, Sandiniés, Escarrilla, Piedrafita y Búbal, conformó hasta 1836 el quiñón de La Partacua, uno de los tres territorios históricos en los que se dividía el valle.
Expropiado y abandonado en 1969 debido a la construcción del embalse de Búbal, el pueblo fue cedido a Cruz Roja en 1989, entidad que desarrolló en Saqués un programa de rehabilitación mediante campos de trabajo juveniles. Destaca entre las casas recuperadas la iglesia de San Miguel Arcángel, del siglo XVI y ampliada en el XVIII. Recientemente y tras largos años de lucha, la Confederación Hidrográfica del Ebro ha devuelto sus propiedades a los antiguos inquilinos y herederos, quienes desde entonces encabezan el lento proceso de regeneración del pueblo. En 2000 se constituyó la "Asociación de Antiguos Vecinos de Saqués".
La finca de la Artosa, emplazada en la parte más baja del núcleo urbano, es la única que permanece sumergida bajo las aguas del pantano la mayor parte del año.

## Fiestas
La Asociación de Antiguos Vecinos ha sido también la encargada de recuperar las tradiciones de Saqués, como la Romería de las Cruces (el domingo de Pentecostés, hasta el santuario de Santa Elena) o la Fiesta Patronal de San Miguel (29 de septiembre), que nuevamente se celebran en la localidad.